# Runensteine der Jäder kyrka

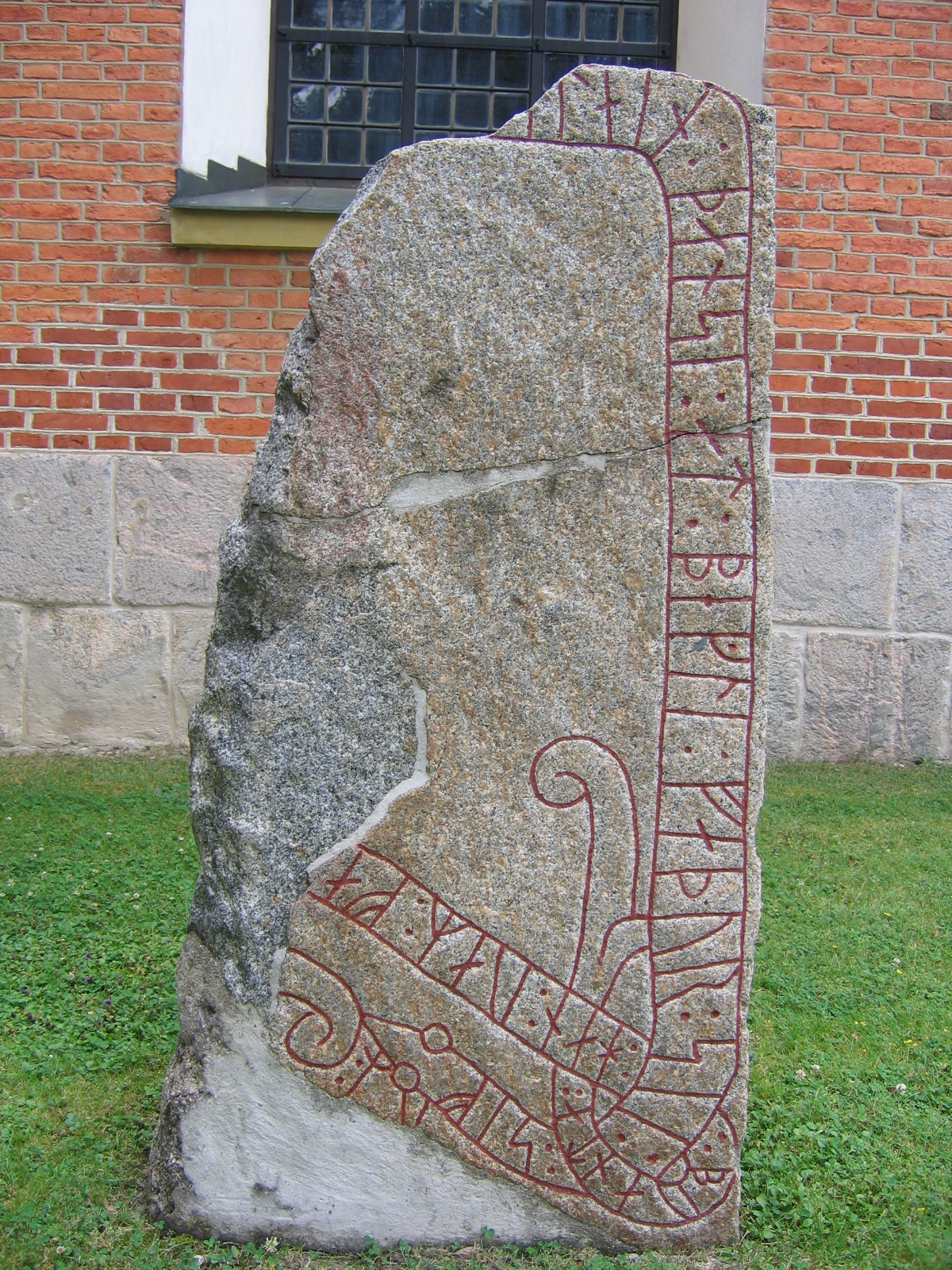
Runenstein Sö 96

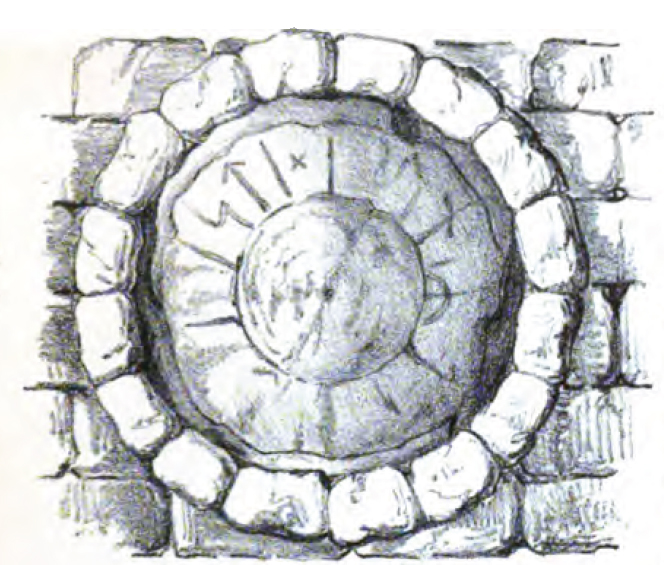
Sö 98 nach einer Zeichnung von Richard Dybeck von 1855

Die Runensteine der Jäder kyrka Sö 96 uns Sö 97 und die Fragmente Sö 98 bis Sö 100 befinden sich in Jäder bei Kjulaås, nordöstlich von Eskilstuna in Södermanland in Schweden.

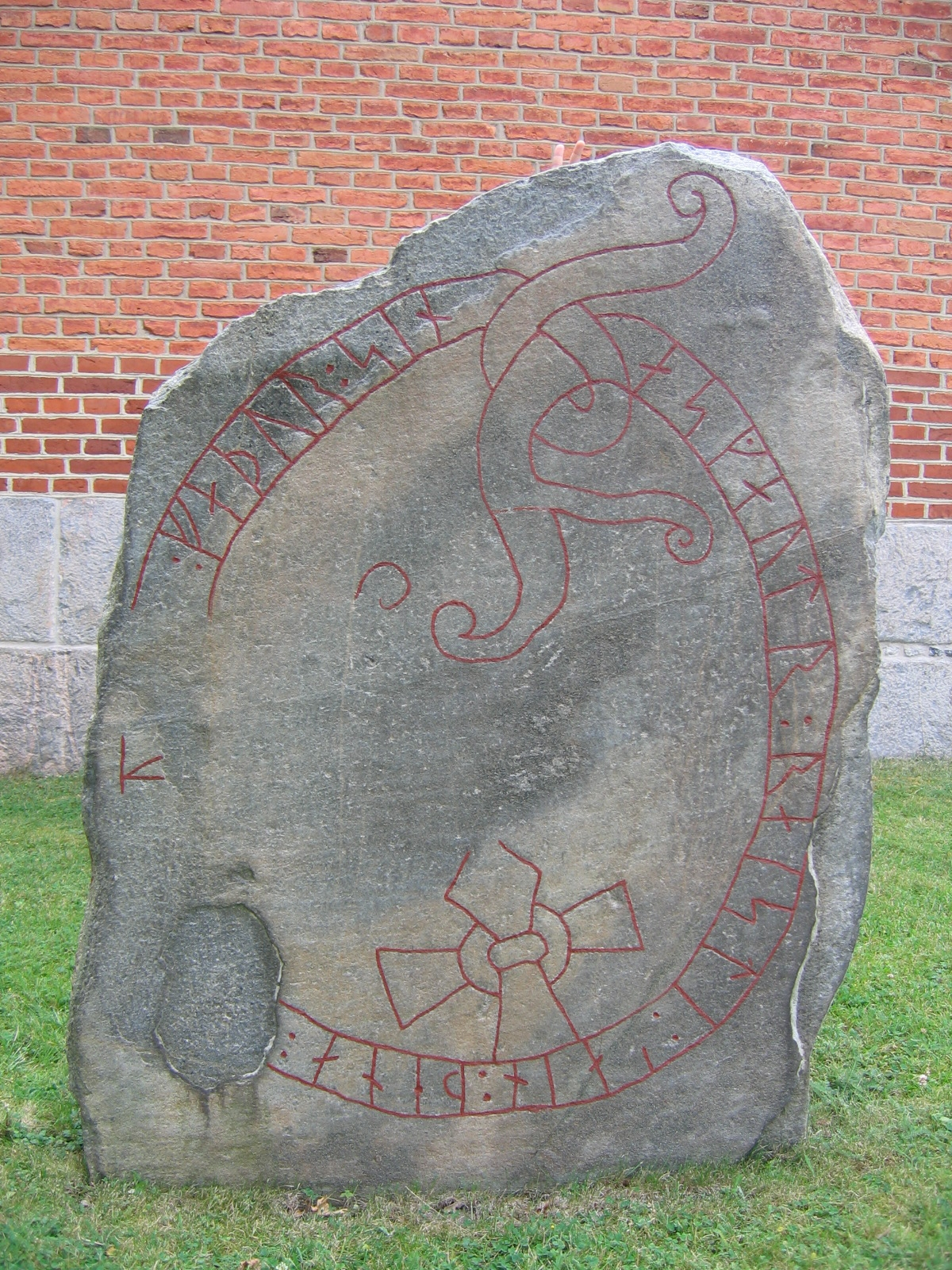
Runenstein Sö 97

## Runenstein Sö 96
Runenstein Sö 96 (RAÄ Nr. Jäder 58:1) ist ein halbiertes Runensteinfragment aus bläulichem Granit, das sich bis 1883 an der Tür der Sakristei befand. Jetzt steht es neben Sö 97 an der Südostecke der Kirche. Der Stein ist 1,65 m hoch, 1,2 m breit und 0,16 bis 0,22 m dick. Die 8,0 bis 16 cm hohen Runen befinden sich auf der Südseite und Westkante.

## Runenstein Sö 97
Der Runenstein Sö 97 wurde 1866 beim Umbau der Kirche gefunden. Er befand sich etwa einen halben Meter unter dem Kirchenboden, nördlich des Ganges.

## Runeninschrift Sö 98
Die Runeninschrift Sö 98 in der Mauer der Jäders kyrka wird häufig als „Limpa(n)“ bezeichnet, da der Stein einem runden Brot ähnelt. Der rund ummauerte Kalkstein befindet sich in etwa 2,7 Metern Höhe in der südlichen Außenmauer der Kirche.
Sö 99 fehlen die Runen, er hat aber eine Reliefverzierung.
Sö 100 zeigt eine Art Tier, von dem nur rote Farbe übrig blieb.